# Trevor Brown (baseball)
Pour les articles homonymes, voir Trevor Brown (homonymie) et Brown.
Trevor Michael Brown (né le 15 novembre 1991 à Newhall, Californie, États-Unis) est un receveur des Giants de San Francisco de la Ligue majeure de baseball.

## Carrière
Joueur des Bruins de l'université de Californie à Los Angeles, Trevor Brown est repêché par les Giants de San Francisco au 10e tour de sélection en 2012. 
Il fait ses débuts dans le baseball majeur avec les Giants le 19 septembre 2015 face aux Diamondbacks de l'Arizona. Il frappe son premier coup sûr dans les majeures, un double, le 22 septembre 2015 aux dépens du lanceur Tyson Ross des Padres de San Diego.
Le 8 avril 2016 à San Francisco, Brown met fin à un match sans point ni coup sûr de 7 manches et un tiers lancé par les Dodgers de Los Angeles lorsqu'il frappe son premier coup de circuit dans les majeures, aux dépens du lanceur Chris Hatcher.